# Wesendorf
Wesendorf è un comune di 4.935 abitanti della Bassa Sassonia, in Germania.

Appartiene al circondario (Landkreis) di Gifhorn (targa GF) ed è capoluogo della comunità amministrativa (Samtgemeinde) omonima.